# Nagroda Amanda
Nagroda Amanda (norw. Amandaprisen, ang. Amanda Award) – nagroda przyznawana corocznie od 1985 roku na Norweskim Międzynarodowym Festiwalu Filmowym w Haugesund w Norwegii. Od 2005 roku jest wyłącznie nagrodą filmową (nie telewizyjną). 